# Thalassothia
Thalassothia is een geslacht van straalvinnige vissen uit de familie van kikvorsvissen (Batrachoididae).